# Dokka Umarov
Doku (Dokka) Hamatovici Umarov (în cecenă Ӏумар КӀант Доккa; în rusă Доку Хаматович Умаров; arabizat numit și "Dokka Abu Usman"; n. 13 aprilie 1964 - d. 7 septembrie 2013) a fost un militant islamist cecen din Rusia. Umarov și-a asumat responsabilitatea pentru mai multe atacuri asupra civililor ruși, autoporeclindu-se în mass-media "bin Laden al Rusiei". Pe 3 februarie 2012, Umarov a ordonat subordonaților săi, într-un video postat online, să oprească atacurile asupra populației civile din Rusia, lăsând militarii și personalul de securitate ca ținte legitime primare.
Între anii 2006 și 2007, Umarov a fost președenite ilegal al Republici Icikeria, care însă e nerecunoscută oficial. Ulterior el a devenit Emir auto-proclamat al Caucazului de Nord rusesc, declarându-l stat islamic al Emiratului Caucaz. Până la decesul său a fost căutat intens de Rusia pentru infracțiuni de răpire, crime și trădare de patrie. El a fost unul dintre principalii lideri rebeli din Rusia și și-a asumat responsabilitatea pentru numeroase atacuri, inclusiv Atacurile teroriste de la Moscova din 2010 și Atentatul de la Aeroportul Internațional Domodedovo din 2011. Atacurile s-au soldat cu 40 și 36 de victime civile respectiv, și sute de răniți în ambele cazuri.
La 1 august 2010, Umarov a demisionat din poziția sa și l-a numit pe Aslambek Vadalov ca nou Emir al Emiratului Caucaz. Cu toate acestea, la 4 august, a emis o declarație "care anulează" precedenta sa declarație și preciza că va rămâne în funcție. În iulie 2011, Tribunalul rebel Șaria a decis conflictul în favoarea lui Umarov, după care ceilalți rebeli i-au jurat din nou credință lui. Pe 10 martie 2011, Comitetul Sancțiunilor pentru Al-Qaida și Talibani din cadrul Organizației Națiunilor Unite l-a adăugat pe Umarov în lista persoanelor presupuse asociate cu Al-Qaida. Din mai 2011, guvernul Statelor Unite oferă 5 milioane de dolari pentru informații ce-ar duce la capturarea lui Umarov.
Pe 18 martie 2014, moartea acestuia a fost anunțată de Kavkaz Țentr, care spunea că decesul lui Umarov a fost confirmat de Comandamentul Emiratului Caucazian, care însă nu a oferit mai multe detalii. S-a anunțat că el a fost înlocuit de juratul Șaria senior din Emiratul Caucaz, Ali Abu Muhammad, cel care a confirmat oficial moartea lui Umarov într-un video postat pe YouTube. Conform unui reportaj al Kavkaz Țentr, Dokka a fost otrăvit pe 6 august 2013, stingându-se din viață de 7 septembrie 2013.

## Legături externe
- Profile: Doku Umarov, BBC News
- Doku Umarov (Russian rebel leader), Encyclopædia Britannica
- Profile: Who Is Doku Umarov? at Radio Free Europe/Radio Liberty (2010)
- ru  Умаров, Доку: Президент самопровозглашенной республики Ичкерия, Lenta.ru